# 马尔维尔
马尔维尔（法語：Malville，法語發音：[malvil] ⓘ）是法国大西洋卢瓦尔省的一个市镇，位于该省中部偏西，属于圣纳泽尔区。

## 地理
马尔维尔（47°21'40"N, 1°51'50"W）面积31.24 平方千米，位于法国卢瓦尔河地区大区大西洋卢瓦尔省，该省份为法国西北部沿海省份，位于布列塔尼半岛东南部，北起伊勒-维莱讷省，西北接莫尔比昂省，西临大西洋，南至旺代省，东临曼恩-卢瓦尔省。
与马尔维尔接壤的市镇（或旧市镇、城区）包括：布埃、科尔德迈、布列塔尼地区费、萨沃奈、布列塔尼地区勒唐普勒。

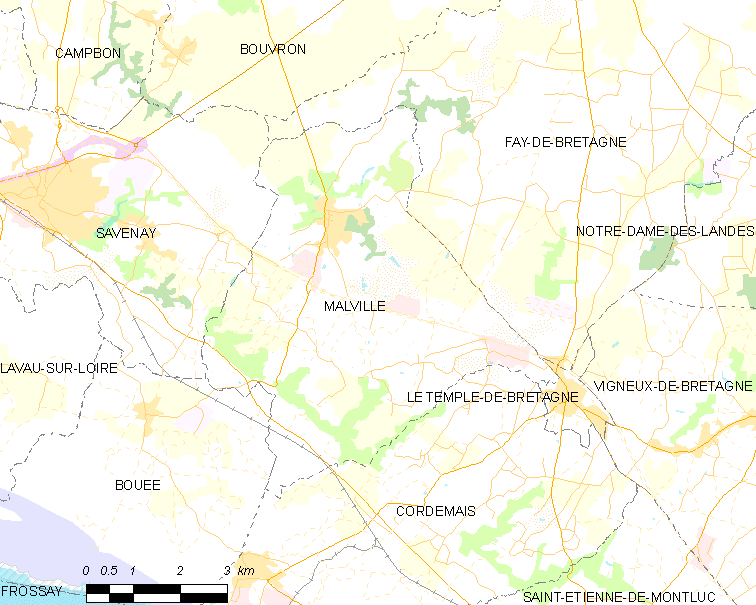
马尔维尔的OSM定位图

马尔维尔的时区为UTC+01:00、UTC+02:00（夏令时）。

## 行政
马尔维尔的邮政编码为44260，INSEE市镇编码为44089。

## 政治
马尔维尔所属的省级选区为布兰县。

## 人口

1962-2008年间马尔维尔人口变化图示

马尔维尔于2022年1月1日时的人口数量为3689人。